# Tennis op de Olympische Zomerspelen 2008
Tennis is een van de olympische sporten die beoefend werden tijdens de Olympische Zomerspelen 2008 in Peking. Het tennistoernooi vond plaats van 10 tot en met 17 augustus in het Olympic Green Tennis Centre, een van de sportcentra die speciaal voor de Olympische Spelen zijn gebouwd.

## Wedstrijden

### Opzet
- Een wedstrijd omvat maximaal drie sets, behalve de enkelspel- en dubbelspelfinale bij de mannen die over maximaal vijf sets konden gaan. In de laatste set werd geen tiebreak gespeeld, maar moest met 'twee games verschil' gewonnen worden.
- De twee verliezers uit de halve finales, spelen tegen elkaar om het brons.
- De wedstrijden worden gespeeld op hardcourt; DecoTurf II.
- In tegenstelling tot de normale tennistoernooien is er geen prijzengeld te verdienen.
- Er waren punten te winnen voor de wereldranglijsten van de ATP en WTA.[1][2]

### Kwalificatie
Aan het tennistoernooi mochten per land maximaal zes mannen en zes vrouwen meedoen. Vier spelers voor het enkelspel en twee spelers voor het dubbelspel, landen met een hoge dubbelranking mochten een tweede dubbelteam afvaardigen, bestaande uit twee spelers die ook in het enkelspel uitkwamen.
De kwalificatie voor het enkelspel was gebaseerd op de wereldranglijst van 9 juni 2008. De top 56 van de geschoonde wereldranglijst mocht meedoen. Daarnaast kende de ITF en de olympische tripartitecommissie nog acht startbewijzen toe.
Spelers die zich kwalificeerden voor het enkelspel mochten ook meedoen in het dubbelspel. De tien beste spelers van de wereldranglijst in het dubbel waren automatisch geplaatst. De ITF en de tripartitecommissie vulden vervolgens het aantal dubbels aan tot 32.

### Hoofdtoernooi
Deelnemers enkelspel
Van de top twintig van de wereldranglijst bij de mannen, ontbraken alleen Andy Roddick en Richard Gasquet. Roddick wilde zich optimaal kunnen voorbereiden op de US Open en Gasquet sloeg een uitnodiging af. Ook Fernando Verdasco kwam niet in actie op de spelen, hij was de vijfde Spanjaard op de ranking.
Bij de vrouwen haakte Anna Tsjakvetadze af, Marion Bartoli kwam niet in aanmerking voor deelname omdat ze niet het vereiste aantal keren uitkwam voor Frankrijk in de Fed Cup.
Uitslagen

## Toernooikalender
Er werden vier onderdelen georganiseerd. In de onderstaande tabel staan de onderdelen en de speeldata. De finales hebben een gouden achtergrond.
| onderdeel         | deelnemers | augustus | augustus | augustus | augustus    | augustus     | augustus     | augustus     | augustus |
| onderdeel         | deelnemers | 10       | 11       | 12       | 13          | 14           | 15           | 16           | 17       |
| ----------------- | ---------- | -------- | -------- | -------- | ----------- | ------------ | ------------ | ------------ | -------- |
| mannenenkelspel   | 64         | 1e ronde | 1e ronde | 2e ronde | 3e ronde    | kwartfinale  | halve finale | brons        | finale   |
| mannendubbelspel  | 32         | 1e ronde | 1e ronde | 2e ronde | kwartfinale | halve finale | brons        | finale       |          |
| vrouwenenkelspel  | 64         | 1e ronde | 1e ronde | 2e ronde | 3e ronde    | kwartfinale  | halve finale | brons finale |          |
| vrouwendubbelspel | 32         | 1e ronde | 1e ronde | 1e ronde | 2e ronde    | kwartfinale  | halve finale | brons        | finale   |

## Medailles

### Medaillewinnaars
| Onderdeel         | Goud | Goud                             | Zilver | Zilver                                         | Brons | Brons                |
| ----------------- | ---- | -------------------------------- | ------ | ---------------------------------------------- | ----- | -------------------- |
| Mannenenkelspel   | ESP  | Rafael Nadal                     | CHI    | Fernando González                              | SRB   | Novak Đoković        |
| Mannendubbelspel  | SUI  | Roger Federer Stanislas Wawrinka | SWE    | Simon Aspelin Thomas Johansson                 | USA   | Bob Bryan Mike Bryan |
| Vrouwenenkelspel  | RUS  | Jelena Dementjeva                | RUS    | Dinara Safina                                  | RUS   | Vera Zvonarjova      |
| Vrouwendubbelspel | USA  | Serena Williams Venus Williams   | ESP    | Anabel Medina Garrigues Virginia Ruano Pascual | CHN   | Yan Zi Zheng Jie     |

### Medaillespiegel
| Plaats | Land             | NOC    | Goud | Zilver | Brons | Totaal |
| ------ | ---------------- | ------ | ---- | ------ | ----- | ------ |
| 1      | Rusland          | RUS    | 1    | 1      | 1     | 3      |
| 2      | Spanje           | ESP    | 1    | 1      | 0     | 2      |
| 3      | Verenigde Staten | USA    | 1    | 0      | 1     | 2      |
| 4      | Zwitserland      | SUI    | 1    | 0      | 0     | 1      |
| 5      | Chili            | CHI    | 0    | 1      | 0     | 1      |
| 5      | Zweden           | SWE    | 0    | 1      | 0     | 1      |
| 7      | China            | CHN    | 0    | 0      | 1     | 1      |
| 7      | Servië           | SRB    | 0    | 0      | 1     | 1      |
| Totaal | Totaal           | Totaal | 4    | 4      | 4     | 12     |

Athene 1896 · 
Parijs 1900 · 
St. Louis 1904 · 
Athene 1906 ·
Londen 1908 · 
Stockholm 1912 · 
Antwerpen 1920 · 
Parijs 1924 · 
Mexico-stad 1968 (demonstratie) · 
Los Angeles 1984 (demonstratie) · 
Seoel 1988 · 
Barcelona 1992 · 
Atlanta 1996 · 
Sydney 2000 · 
Athene 2004 · 
Peking 2008 · 
Londen 2012 · 
Rio de Janeiro 2016  · 
Tokio 2020  · 
Parijs 2024  · 
Los Angeles 2028 
Medaillewinnaars
atletiek · badminton · basketbal · boksen · boogschieten · gewichtheffen · gymnastiek · handbal · hockey · honkbal · judo · kanovaren · moderne vijfkamp · paardensport · roeien · schermen · schietsport · schoonspringen · softbal · synchroonzwemmen · taekwondo · tafeltennis · tennis · triatlon · voetbal · volleybal · waterpolo · wielersport · worstelen · zeilen · zwemmen